# Menhir de Gobianne
Le menhir de Gobianne est un menhir situé à Chahaignes, dans le département français de la Sarthe.

## Protection
L'édifice est inscrit au titre des monuments historiques depuis le 8 février 1984.

## Description
Le menhir est composé de deux pierres juxtaposées, également appelées "la mère et la fille". Toutes deux sont en poudingue à silex. La "mère", située au nord, qui mesure 3,60 m de hauteur, semble veiller sur la "fille". Cette dernière est en revanche beaucoup plus large et semble avoir été enterrée sur sa plus grande longueur. Elle ne dépasse du sol que d'environ 1,80 m. L'ensemble est légèrement incliné vers le sud-ouest, ce qui augmente cette impression de protection.
Les deux pierres se juxtaposent parfaitement dans un axe sud-est/nord-ouest. 
Le menhir de Gobianne aurait pu servir de repère pour se rendre sur ce deuxième lieu, nettement moins visible, bien qu'à la même altitude (environ 122 m).